# Biserica „Sfânta Treime” din Micleușeni
Biserica „Sf. Treime” este o biserică amplasată în Micleușeni, raionul Strășeni, Republica Moldova. Este un monument arhitectural de importanță națională inclus în Registrul monumentelor Republicii Moldova ocrotite de stat cu nr. 909 (raionul Nisporeni). Datează din 1892.